# Pomiar powierzchni użytkowej
Pomiar powierzchni użytkowej – pomiar powierzchni w budynkach zgodnie z kryteriami jednej z norm.

## Powierzchnia użytkowa w Polsce

### Podatek od nieruchomości
W ustawie o podatkach i opłatach lokalnych z dnia 12 stycznia 1991 r. powierzchnię użytkową budynku lub jego części stanowi powierzchnia mierzona po wewnętrznej długości ścian na wszystkich kondygnacjach z wyjątkiem powierzchni klatek schodowych oraz szybów dźwigowych; za kondygnację uważa się również garaże podziemne, piwnice, sutereny i poddasza użytkowe. Podstawę opodatkowania stanowi powierzchnia pomieszczeń lub ich części.

### Budownictwo
Zgodnie z § 20 ust. 1 pkt 4 lit. b Rozporządzenia Ministra Rozwoju z dnia 11 września 2020 r. w sprawie szczegółowego zakresu i formy projektu budowlanego (Dz.U. z 2020 r. poz. 1609): Powierzchnię pomieszczeń lub ich części o wysokości w świetle równej lub większej od 2,20 m należy zaliczać do obliczeń w 100%, o wysokości równej lub większej od 1,40 m, lecz mniejszej od 2,20 m – w 50%, natomiast o wysokości mniejszej od 1,40 m pomija się całkowicie. Powierzchnię użytkową budynku pomniejsza się o powierzchnię: przekroju poziomego wszystkich wewnętrznych przegród budowlanych, przejść i otworów w tych przegrodach, przejść w przegrodach zewnętrznych, balkonów, tarasów, loggii, schodów wewnętrznych i podestów w lokalach mieszkalnych wielopoziomowych, nieużytkowych poddaszy. Powierzchnię użytkową budynku powiększa się o powierzchnię: antresol, ogrodów zimowych oraz wbudowanych, ściennych szaf, schowków i garderób. 
W rozporządzeniu tym powołano się na obliczanie powierzchni zgodnie z normą PN-ISO 9836. Według tej normy pola powierzchni określa się zgodnie z wymiarami rzeczywistymi. Pole powierzchni podaje się w metrach kwadratowych z dokładnością do dwóch miejsc po przecinku.  Norma definiuje powierzchnię netto budynku oraz powierzchnię użytkową jako część powierzchni netto, która odpowiada celom zgodnym z przeznaczeniem i funkcją budynku. Powierzchnia netto jest powierzchnią ograniczoną przez elementy zamykające w postaci stałych przegród budowlanych i inne elementy ograniczające. Jest ona obliczana z wymiarów budynku w stanie wykończonym, na poziomie posadzki, z wyłączeniem powierzchni listew przypodłogowych, progów itp.  Do powierzchni netto nie wlicza się powierzchni zajętych przez stałe przegrody budowlane oraz powierzchnie przejść drzwiowych, otworów okiennych, wnęk i nisz w tych przegrodach. Według normy powierzchnie użytkowe klasyfikowane są zgodnie z przeznaczeniem budynku i funkcją, jaką mają one w nim pełnić; dzieli się je zazwyczaj na powierzchnie podstawowe i pomocnicze. Podział ten zależy od tego, czy przeznaczenie przestrzeni jest zgodne z podstawowym przeznaczeniem budynku, czy też z funkcją uzupełniającą przeznaczenie podstawowe.  

### Prawa lokatorów
Ustawa o ochronie praw lokatorów, mieszkaniowym zasobie gminy i o zmianie Kodeksu cywilnego z dnia 21 czerwca 2001 r. do powierzchni użytkowej lokalu zalicza się powierzchnię wszystkich pomieszczeń znajdujących się w lokalu, a w szczególności pokoi, kuchni, spiżarni, przedpokoi, alków, holi, korytarzy, łazienek oraz innych pomieszczeń służących mieszkalnym i gospodarczym potrzebom lokatora, bez względu na ich przeznaczenie i sposób używania; za powierzchnię użytkową lokalu nie uważa się powierzchni balkonów, tarasów, loggi, antresoli, szaf, schowków w ścianach, pralni, suszarni, wózkarni, strychów, piwnic i komórek przeznaczonych do przechowywania opału.

### Podatek od spadków i darowizn
W ustawie o podatku od spadków i darowizn z dnia 28 lipca 1983 r. za powierzchnię użytkową budynku (lokalu) uważa się powierzchnię mierzoną po wewnętrznej długości ścian pomieszczeń na wszystkich kondygnacjach (podziemnych i naziemnych) z wyjątkiem powierzchni piwnic i klatek schodowych oraz szybów dźwigów.